# Ribiers
Ribiers is een plaats en voormalige gemeente in het Franse departement Hautes-Alpes in de regio Provence-Alpes-Côte d'Azur. 

## Geschiedenis
Ribiers was tot 22 maart 2015 de hoofdplaats van het gelijknamige kanton, toen dit werd opgeheven en de gemeenten werden opgenomen in het kanton Laragne-Montéglin. De gemeente fuseerde op 1 januari 2016 met Antonaves en Châteauneuf-de-Chabre tot de commune nouvelle Val Buëch-Méouge, die deel uitmaakt van het arrondissement Gap.

## Geografie
De oppervlakte van Ribiers bedraagt 37,5 km², de bevolkingsdichtheid is 18,1 inwoners per km².
De onderstaande kaart toont de ligging van Ribiers met de belangrijkste infrastructuur en aangrenzende gemeenten.

## Demografie
Onderstaande figuur toont het verloop van het inwonertal.
Vanwege een beveiligingsprobleem met de MediaWiki Graph-software is het momenteel niet mogelijk deze grafiek weer te geven. Zodra de software is bijgewerkt zal de grafiek vanzelf weer zichtbaar worden.